# 吴源
吴源（1876年—1933年），字芷泉，齋號耻不逮斋，浙江金华义乌人，法学家、教育家、藏书家。毕业于国立京师法政学堂，辛亥革命后任南京临时政府司法部主事，后任司法佥事、刑事司司长等职。其爲中国第一部宪法《中华民国宪法》的编订者之一，并创办了全国最早的学堂“民义学堂”。